# Georgplatz (Dresden)
Der Georgplatz ist ein weitgehend unbebauter Platz im Stadtzentrum Dresdens. Er entstand nach der Trockenlegung des Jüdenteichs um 1850 und wurde in den folgenden Jahren bebaut. Sein bekanntestes Gebäude war die 1864/65 an der Ostseite errichtete Kreuzschule. Bei den Luftangriffen auf Dresden 1945 wurden sämtliche anliegenden Gebäude zerstört. Der nach dem vorletzten sächsischen König Georg benannte Platz liegt im Bereich der 1965 ausgebauten Nord-Süd-Magistrale St. Petersburger Straße und wird seither von Verkehrsflächen und dazwischenliegenden Grünanlagen geprägt.

## Lage

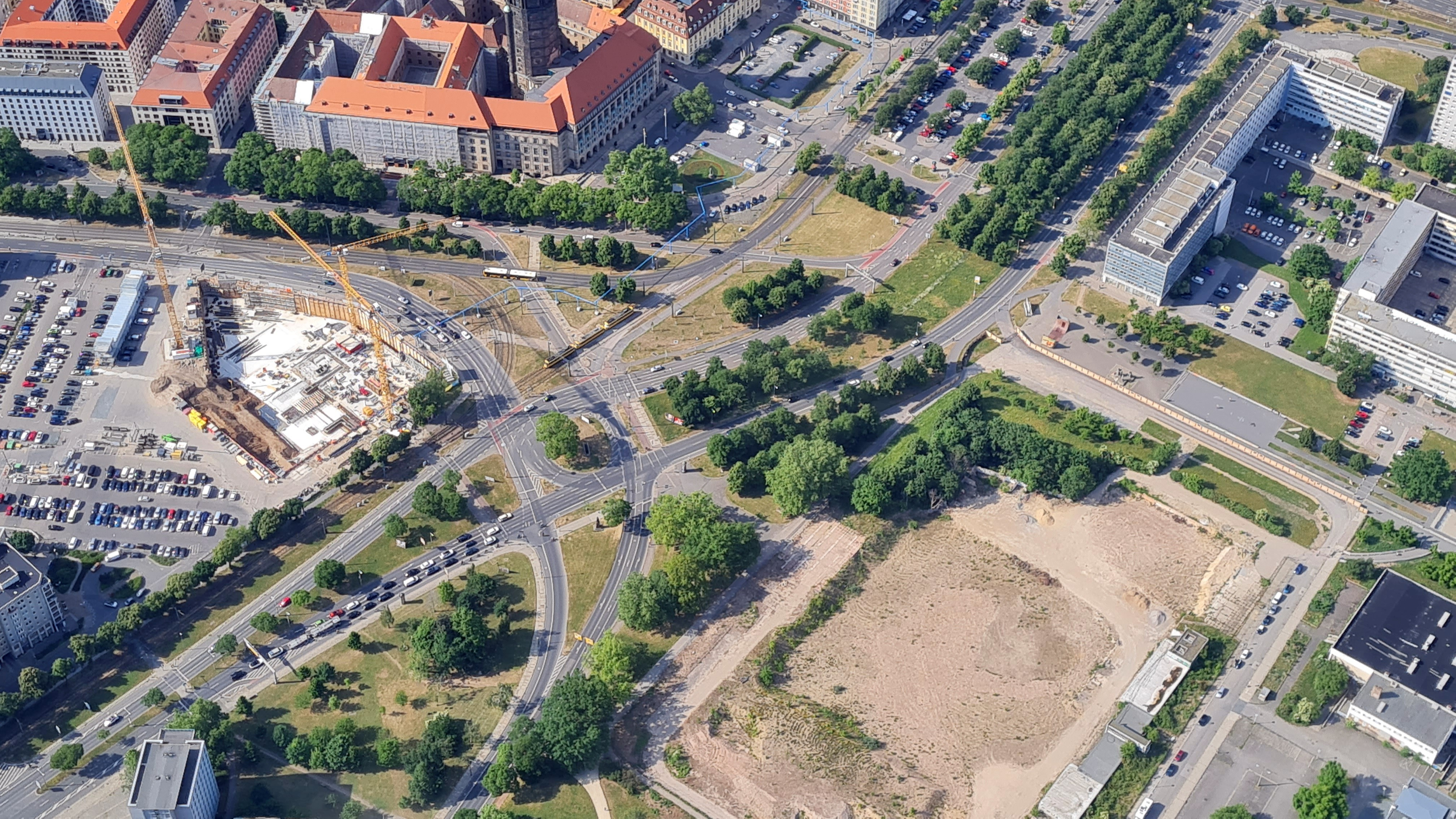
Luftbild des Georgplatzes. Nach Links Waisenhausstraße und Dr.-Külz-Ring, nach oben und links unten die St. Petersburger Straße, nach unten die Bürgerwiese

Der Platz liegt in der Gemarkung Altstadt I im Gebiet zwischen dem historischen Stadtkern und den Dresdner Vorstädten. Er befindet sich im Stadtbezirk Altstadt genau im Eckpunkt zwischen den statistischen Stadtteilen Innere Altstadt im Norden, Pirnaische Vorstadt im Osten sowie Seevorstadt-Ost/Großer Garten im Westen. Nimmt man die historischen Stadtteile als Grundlage, so gehört die Ostseite des Georgplatzes zur Pirnaischen Vorstadt und die Westseite zur Seevorstadt, wohingegen der alte Stadtkern rund 100 Meter weiter nördlich am Neuen Rathaus beginnt. 
Heute bezeichnet der Georgplatz in erster Linie den Kreuzungsbereich zwischen den jeweils vierspurigen Verkehrszügen St. Petersburger Straße und Waisenhausstraße/Bürgerwiese, wobei sich der eigentliche, ursprünglich längliche und bis 1945 von intakten Bauten gefasste Georgplatz noch deutlich weiter nach Süden erstreckte. Damit ist der Georgplatz neben dem Pirnaischen und dem Dippoldiswalder Platz sowie dem Rathenau-, dem Antons- und dem Postplatz einer der Plätze entlang des Promenadenrings um die Innere Altstadt.

## Verkehr
Der Georgplatz spielt eine zentrale Rolle im Stadtverkehr Dresdens. Hier trifft die innenstädtische Nord-Süd-Magistrale (St. Petersburger Straße) als Abschnitt der Bundesstraße 170 an einer großzügig angelegten Kreuzung auf den Beginn von Dresdens wichtigster Ausfallstraße nach Südosten, die Bürgerwiese (ehemalige Bundesstraße 172). Zudem markiert der Georgplatz die Südostecke des Promenadenrings um die Innere Altstadt und damit das östliche Ende von Dr.-Külz-Ring und Waisenhausstraße. Mehrere Ampelanlagen regeln den Verkehr, durch dessen hohes Aufkommen der Platz aber dennoch als Unfallschwerpunkt gilt. Über den Georgplatz verlaufen sechs Linien der Dresdner Straßenbahn in separaten Gleisbetten und zwei ebenfalls von den Dresdner Verkehrsbetrieben (DVB) betriebene Buslinien. Haltestellen gibt es dort allerdings nicht. Die nächsten Stationen der öffentlichen Nahverkehrsmittel befinden sich in mehreren 100 Metern Entfernung in Höhe Hans-Dankner-, Walpurgis- und Prager Straße sowie am Pirnaischen Platz.

## Gestaltung

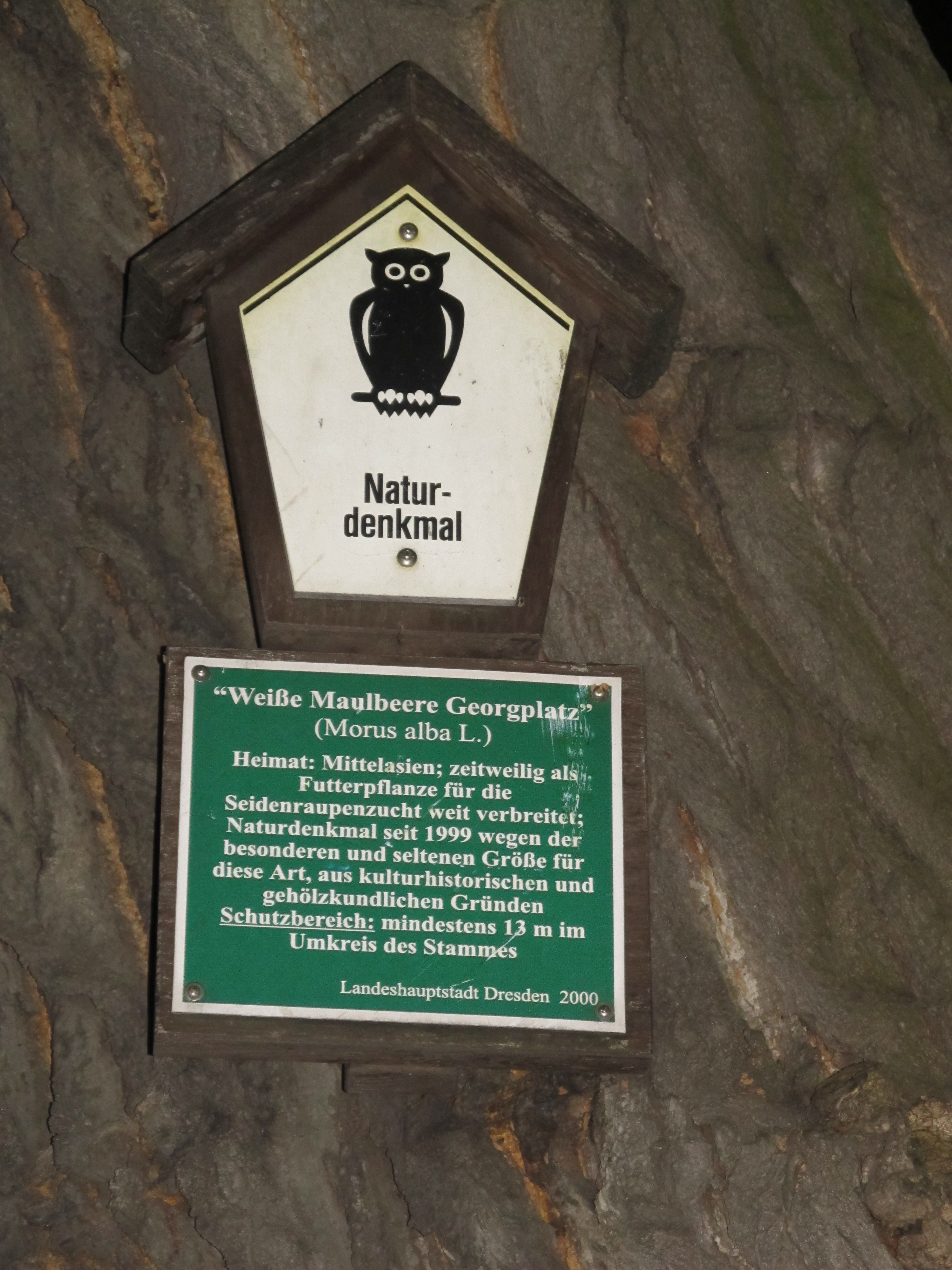
Schild am Naturdenkmal

Als heutiges Zentrum des Georgplatzes gilt mit einem markanten Japanischem Pagodenbaum die ovale Verkehrsinsel im Schnittpunkt der breiten, jeweils mit Mittelstreifen ausgestatteten Verkehrszüge St. Petersburger Straße und Waisenhausstraße/Bürgerwiese. Den Platz prägen asphaltierte, weitgehend mehrstreifige und von Fußwegen begrenzte Richtungsfahrbahnen, die von teils baumbestandenen Grünflächen eingerahmt sind. In der Mitte der Verkehrsinsel führt eine Treppe hinab zu unterirdischen Versorgungsanlagen für die Straßenbeleuchtung.
Auf der dreieckigen Verkehrsinsel zwischen den Fahrbahnen der St. Petersburger Straße in Richtung Norden und der Bürgerwiese stand eine seit dem 10. Juni 1999 als Naturdenkmal ND 82 geschützte Weiße Maulbeere. Mit einer Höhe von rund 18 Metern und einem Stammumfang von 2,90 Metern galt sie in Größe und Ausprägung als ein seltenes Exemplar. Ihre Pflanzzeit wird auf etwa 1865 geschätzt, also ungefähr jenen Zeitraum, in dem der Georgplatz erstmals angelegt wurde. Der Baum überlebte die Luftangriffe auf Dresden 1945; 2011 wurde zudem die Versiegelung der direkten Umgebung verringert. Um 2020 ging der Baum nach einem Sturmschaden verloren, sein Stamm wies eine Höhlung auf. Ein paar Meter entfernt erfolgte eine Ersatzpflanzung.
In direkter Nachbarschaft des Baums befindet sich das zuletzt 2001/02 grundhaft restaurierte Körnerdenkmal, das an den Dichter und Dramatiker Theodor Körner erinnert. Finanziert aus Mitteln der Güntzstiftung von Justus Friedrich Güntz, wurde es von Ernst Hähnel gefertigt und am 18. Oktober 1871 enthüllt. Es überstand den Zweiten Weltkrieg mit einigen Beschädigungen. Nach einer Erneuerung wurde es am 18. Oktober 1952 wiederaufgestellt und steht seither etwas verloren und ohne städtebauliche Bezugspunkte auf dem weiten Platz, sodass zuweilen öffentlich über den Standort diskutiert wurde. Nach dem Willen der Stadtverwaltung soll es jedoch dort verbleiben, um die nach den Kriegszerstörungen noch vorhandenen authentischen kulturgeschichtlichen Bezüge in der Dresdner Innenstadt zu bewahren. Das Bronze-Standbild ist als Kulturdenkmal geschützt.

## Bebauung
Nur wenige Bauten fassen den weiten Raum am Georgplatz ein. Nächstes Gebäude in östlicher Richtung war das um 1972 errichtete Atrium I, ein Teil des Robotron-Geländes. Der Komplex mit zwei Innenhöfen war ein sechsgeschossiger Bau im Stil der Sozialistischen Moderne. Es beherbergte zunächst das Großforschungszentrum des Kombinats Robotron (GFZ), aus dem zum 1. Januar 1974 das Zentrum Forschung und Technik (ZFT) an gleicher Stelle hervorging, das wiederum zum 1. Juli 1984 Teil des VEB Robotron-Elektronik Dresden (RED) wurde. Nach der Wende in der DDR stand der Bau, dessen Fassade eine wellenförmige, reliefartige Verblendung aus Meißner Keramik zierte, in den 1990er Jahren zunächst leer und wurde anschließend durch Schulen genutzt. Um 2010/11 gab es Pläne, das Gebäude zu sanieren und darin einen Teil der Stadtverwaltung oder eine Schule unterzubringen, die sich zerschlugen. Ab August 2015 wurde das Gebäude abgerissen, dem weitere folgten. Auf dem 9,8 ha großen Robotron-Gelände sollen bis 2025 bis zu 3000 Wohnungen gebaut werden.
Die Südwestseite des Georgplatzes war auch vor 1945 unbebaut. Dort schließt die Bürgerwiese an, ein etwa zehn Hektar großer Landschaftsgarten. Bereits 1458 unter diesem Namen erstmals erwähnt, gilt die Bürgerwiese als älteste Grünanlage Dresdens. Nach einem Stadtratsbeschluss von 1838 gestaltete Carl Adolph Terscheck das Gelände bis 1850 um. Heute ist das nächstgelegene Gebäude in südlicher und südwestlicher Richtung das nördlichste der drei Studentenwohnheime St. Petersburger Straße mit der Hausnummer 21. Bis 1963 als einer der ersten Großplattenbauten der Stadt in reiner Betonbauweise errichtet, steht es heute unter Denkmalschutz.
Nächstgelegenes Gebäude in nördlicher Richtung ist das von 1905 bis 1910 nach Plänen von Karl Roth errichtete Neue Rathaus an Rathausplatz und Dr.-Külz-Ring. Im Westen grenzt an den Georgplatz das Ferdinandplatz-Areal an, das bis in die frühen 2020er unbebaut blieb und von 2002 an weitgehend als Parkplatz genutzt wurde. Am 9. April 2022 erfolgte dort die Grundsteinlegung für ein bis 2025 zu errichtendes Verwaltungszentrum, in das unter anderem das Technische Rathaus einziehen soll. Damit endet die Aufteilung dessen Mitarbeiter auf Imterimsstandorte, nachdem das alte Gebäude an der Hamburger Straße wegen Giftstoffbelastung aufgegeben werden musste.

## Geschichte

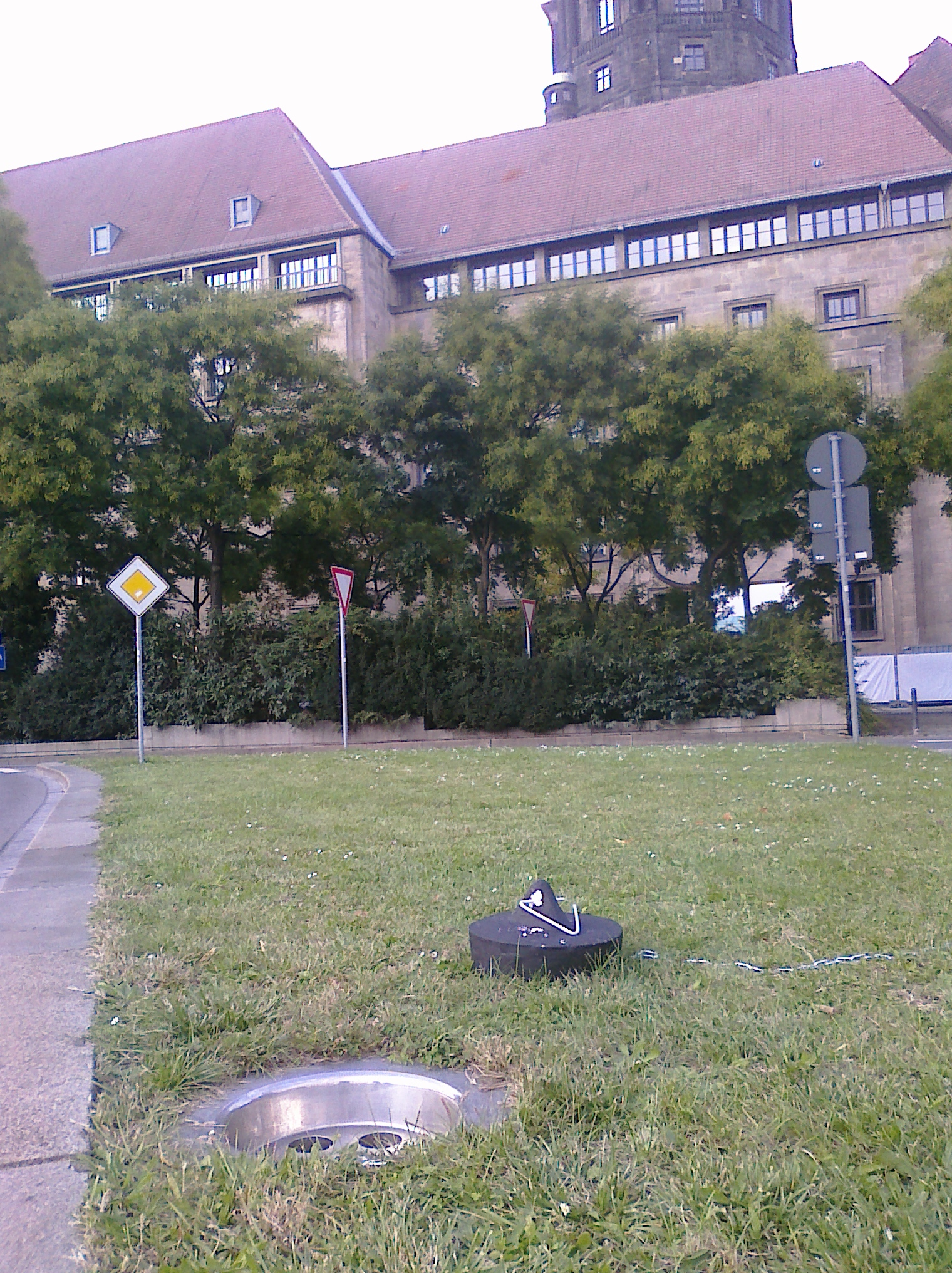
Ein übergroßes Lochsieb markiert den ursprünglichen Verlauf des Kaitzbachs am Georgplatz

Bis in die frühe Neuzeit deutlich erkennbar, verlief im Bereich des heutigen Georgplatzes die vom Kaitzbach durchflossene Seegrabenrinne, eine aus einem Altarm der Elbe hervorgegangene natürliche Vertiefung. Sie führte aus Südosten kommend entlang der Bürgerwiese weiter nach Westen zum Dippoldiswalder Platz. Am späteren Georgplatz befand sich eine besonders tief liegende Stelle, die vom Jüdenteich ausgefüllt wurde. Unmittelbar nördlich des heutigen Georgplatzes stand die zunächst als Salomonisberg bezeichnete Bastion Jupiter der Dresdner Befestigungsanlagen, der Platz liegt also knapp außerhalb der Kernstadt. 
Die Seegrabenniederung galt als Grenze zwischen der Borngassengemeinde im Nordosten und der Halbeulengassengemeinde im Südwesten. Nach Gründung der Dresdner Vorstädte ging daraus die Grenze zwischen Pirnaischer und Seevorstadt hervor. Im 18. Jahrhundert wuchsen die Vorstadtgemeinden bis an den Jüdenteich heran. In der Folge wurden dessen Uferstraßen bebaut. Die an der Westseite des Jüdenteichs entlangführende Straße galt ab 1815 als Beginn der Dohnaischen Gasse, also der Landstraße von Dresden über Lockwitz nach Dohna, aus der die Bundesstraße 172 entstand. Nach der Schleifung des Festungsanlagen 1825 nahm der Verkehr auf dieser Strecke deutlich zu. In der näheren Umgebung gab es viele bürgerliche Gartenanlagen, was zu einer positiven Wahrnehmung des Gebiets um den Jüdenteich führte, wie folgender Beschreibung von 1804 zu entnehmen ist:

„Vom Seethore links, dann rechts, zwischen neuen Gebäuden hindurch, führt uns die halbe Eulengasse, […] auf einen der schönsten, freien Plätze der Stadt, an den sogenannten Jüdenteich. Dieses Quartier fängt von der Waisenkirche und dem Waisen- und Zuchthause, einem ansehnlichen Gebäude in der Pirna’schen Vorstadt, mit einer 19 Fenster langen Fronte, an, und geht längs der Bürgerwiese, die dem Magistrat gehört und mit einer hohen, steinernen Mauer eingefasst ist, bis zum Dohna’schen Schlage hin.“

Im Zusammenhang mit der weiter fortschreitenden Bebauung wurde der Jüdenteich 1849 zugeschüttet. Dadurch entstand Raum für einen Platz, der zunächst unbenannt blieb. Die häufig auf ihm gezeigten Schaustellungen und Theateraufführungen wurden jedoch als Auf dem Jüdenteich oder Am Jüdenteich stattfindend angekündigt. Ab 1861 hieß die nunmehr neugestaltete Fläche Dohnaischer Platz, 1871 erhielt sie schließlich den Namen Georgplatz zu Ehren des jüngeren Sohns des damaligen Königs Johann (1801–1873): Georg von Sachsen (* 8. August 1832 in Dresden; † 15. Oktober 1904 in Pillnitz) war seit dem Tod seines Vaters Kronprinz und ab 1902 selbst König.
An der Nordseite des Platzes stand bis zu ihrem Abbruch 1897 die von 1777 bis 1780 nach Plänen des Architekten und Dresdner Ratsbaumeisters Christian Heinrich Eigenwillig (1732–1803) gebaute Waisenhauskirche, die den 1710 bis 1713 unter eventueller Mitwirkung George Bährs errichteten und 1760 wieder zerstörten gleichnamigen Vorgängerbau ersetzt hatte. Die Kirche, die von 1836 bis 1848 Sitz der Dresdner Mission gewesen war, musste – ebenso wie die seit 1879 leerstehenden weiteren Gebäude des benachbarten Waisenhauses – geplanten Neubauten weichen.

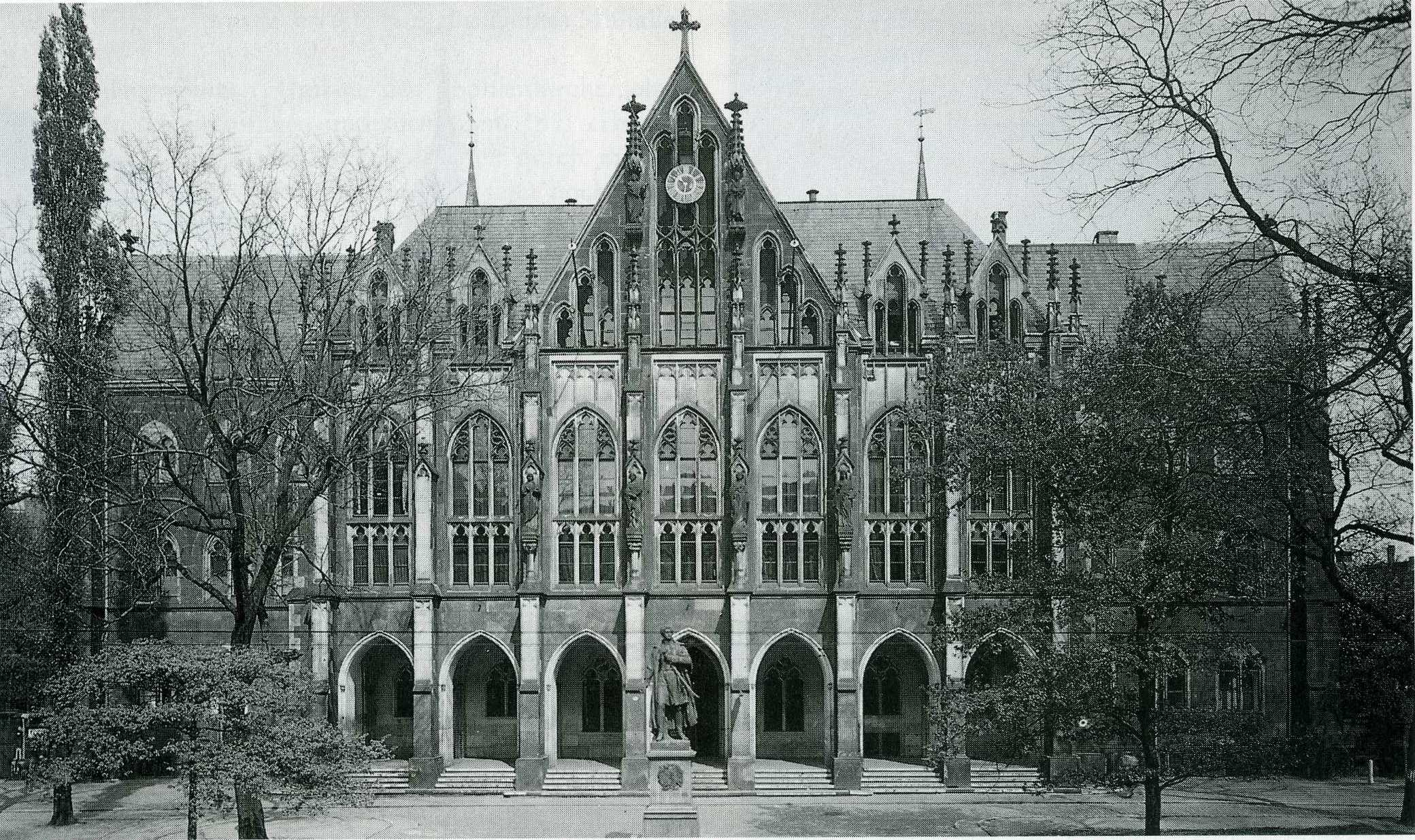
Kreuzschule am Georgplatz, davor das Körnerdenkmal, um 1940.

Die zunächst noch freie Parzelle auf der Ostseite des Platzes wurde in den Jahren 1864 und 1865 nach Plänen Christian Friedrich Arnolds mit der Kreuzschule bebaut (später Georgplatz 6). Der Dresdner Kunsthistoriker Fritz Löffler bezeichnete den Vierflügelkomplex mit seinen beiden Innenhöfen und dem risalitmäßig vorgezogenen, siebenachsigen Vorbau angesichts seiner städtebaulichen Bedeutung allerdings als „verfehlt“. Hauptgrund für die Umstrittenheit des Baus war dessen neogotischer Stil, der ihn inmitten der Neorenaissance-Bauten der damals vorherrschenden Dresdner Semper-Nicolai-Schule zu einer absoluten Ausnahme machte. Das Gebäude beherbergte die gleichnamige Schule, deren Geschichte bis ins 13. Jahrhundert zurückreicht, und umfasste das Gymnasium und das Internat des Dresdner Kreuzchores. Im Fall eines Luftangriffs auf Dresden im Zweiten Weltkrieg sollte die Kreuzschule als Ausweichstelle des Einsatzstabs dienen, der die Hilfsmaßnahmen in der Stadt koordiniert. Bei den schweren Luftangriffen im Februar 1945 wurde das Gebäude allerdings zerstört, die Ruine 1950 beseitigt.
Der Kreuzschule nördlich benachbart waren nach dem Abriss von Waisenhaus und Waisenhauskirche die 1903 bis 1906 gebaute 9. Bezirksschule (ab 1919: 9. Volksschule, Hausnummer 4) und die 1. Bürgerschule (ab 1919: 46. Volksschule; 1920–1933 Versuchsschule) nach Plänen von Hans Erlwein. Das Haus Georgplatz 8 südlich der Kreuzschule gehörte der Pröll-Heuer-Stiftung. Gegenüber standen Wohnhäuser. In der 1. Etage eines repräsentativen Gebäudes am Georgplatz hatte der Verein zur Förderung Dresdens ein „Lesemuseum“ eingerichtet. Dabei handelte es sich um eine Medienbibliothek, die unter anderem über ein Unterhaltungs- und Damenzimmer im englischen Stil, ein Schreibzimmer sowie mehrere Leseräume verfügte, wo Besucher rund 100 deutsche Tageszeitungen lesen konnten. Ab Ende des 19. Jahrhunderts war der Georgplatz Endpunkt mehrerer Straßenbahnlinien. Seinen nördlichen Abschluss bildete seit dieser Zeit der Verkehrszug Waisenhaus-/Johannesstraße.
Auf dem Platz befanden sich drei Denkmale: Das nördlichste zeigte den Kreuzkantor Ernst Julius Otto. Die 1886 eingeweihte Büste mit vier Knaben am Sockel, die den vierstimmigen Gesang symbolisieren, stammt von Gustav Adolph Kietz. Sie wurde 1942 für Kriegszwecke eingeschmolzen. Eine Kopie nach erhaltenen Gipsabdrücken und in der Interpretation von Niklas Klotz steht seit August 2010 auf dem Platz vor der Kreuzkirche. Südlich davon, einst mittig vor der Kreuzschule, stand seit 1871 das noch heute dort existierende Denkmal an den Schriftsteller und in Dresden geborenen Kreuzschüler Theodor Körner. An dem Denkmal legen Mitglieder des Stammtisches „Albertstadt – Preußisches Viertel“ und des Arbeitskreises Sächsische Militärgeschichte e. V. Dresden alljährlich zu Körners Todestag am 26. August einen Kranz nieder. Damit setzen sie eine 1949 begonnene Tradition fort. Als südlichstes und letztes der drei Denkmale wurde 1887 eine Porträtbüste des Schriftstellers Karl Gutzkow aufgestellt, die von Emmerich Andresen geschaffen und ebenso wie das Ottodenkmal im Zweiten Weltkrieg zu Rüstungszwecken eingeschmolzen wurde.

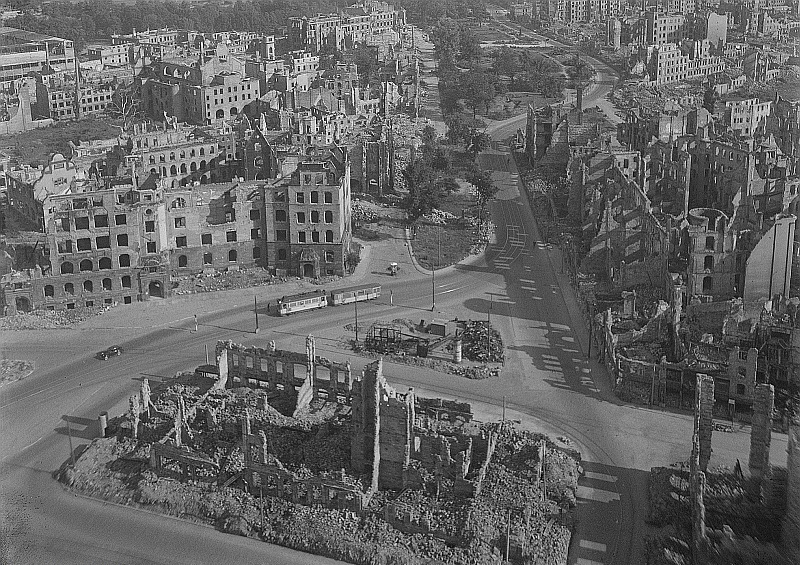
Blick vom Turm des Neuen Rathauses über die Ruinen am Georgplatz hin zur Bürgerwiese, 1945/46.

Im Februar 1945 wurden alle Gebäude am Georgplatz durch die Luftangriffe auf Dresden zerstört oder zumindest so schwer beschädigt, dass sie in den Folgejahren abgerissen werden mussten. Nach der Beräumung der Ruinen blieb zunächst noch das alte Straßennetz erhalten. Die Christianstraße wurde bis zum Georgplatz verlängert und 1965 zur Nord-Süd-Magistrale ausgebaut. Dabei wurde das Straßennetz komplett neu geordnet. Am 22. April 1970 erhielt die Christianstraße den neuen Namen Leningrader Straße, der ein Jahr später auch auf den ohnehin im Stadtbild nicht mehr sichtbaren Platz überging. Benannt war die Straße nach Leningrad, dem heutigen Sankt Petersburg, seit 1961 Partnerstadt von Dresden. In den 1960er bis 1980er Jahren entstand in einiger Entfernung zum ursprünglichen Platz die heutige Bebauung. Im Jahr 1990 erhielt der Platz seinen früheren Namen Georgplatz wieder zurück. 
Bei einem im Januar 1993 ausgelobten städtebaulichen Ideenwettbewerb zum Georgplatz erhielten Stephan Braunfels sowie Klaus-Jürgen Schnell (mit Bernd Horn und Guido Vogel) jeweils 1. Preise. 
Zentrale Anliegen von Braunfels waren dabei die Wiederverdichtung dieses Stadtraums durch die Schaffung neuer Gebäude und die Sichtbarmachung der ursprünglichen Ausmaße des Platzes. Möglich machen sollte dies der im Dresdner Verkehrskonzept 1994 vorgesehene Rückbau der St. Petersburger Straße nach der Verlagerung des Durchgangsverkehrs aus dem Stadtzentrum. Zu den Wettbewerbsvorgaben gehörte auch der Bau kleinteiliger Verkaufs- und Dienstleistungseinrichtungen. Schnells Konzept sah eine Besinnung auf historische Wurzeln und verschiedenste Verbindungen vor.